# Ben Kenney
Benjamin Lee Kenney (Brielle, Nueva Jersey, 12 de marzo de 1977) es un músico estadounidense. Desde 2003 hasta 2023, fue el bajista de la banda Incubus.
Fue guitarrista del grupo de hip-hop The Roots antes de unirse a Incubus en 2003 después de la salida del bajista y miembro fundador Dirk Lance. Con anterioridad había tocado con los miembros de Incubus Mike Einziger y José Pasillas en Time Lapse Consortium.
Su llegada al grupo marcó un cambio en el sonido de la banda. Sus ritmos apretados y su sonido influenciado por el hip hop cambiaron las líneas de bajo funk del bajista anterior Dirk Lance. También añadió coros a las canciones nuevas de la banda, agregando armonías adicionales en las canciones, como «Agoraphobia», «Pendulous Threads» o «Diamonds and Coal».
Ha sido músico de estudio para artistas como: Justin Timberlake, Faith Evans, Erykah Badu, Blackalicious, Timbaland y DJ Jazzy Jeff.
Es multiinstrumentista ya que toca la guitarra eléctrica, bajo eléctrico, batería, canta y es compositor de sus propios discos, a veces hace solos de batería con José Pasillas, el baterista de Incubus en vivo en el escenario.
Tiene cuatro álbumes en solitario: 26, lanzado en 2004; Maduro, lanzado en 2006, The Distance and Comfort, lanzado en 2008 y Burn The Tapes, lanzado en 2010. Donde todas fueron lanzadas de la compañía discográfica creada por Ben, Ghetto Crush Industries. Ghetto Crush Industries ha lanzado música de las siguientes bandas: The Division Group, Aleda, and Root Valdez. Ben ha sido de ayuda para la banda The Smyrk, ya que produjo su EP, New Fiction.
Suele tocar en tiempos libres con su otro grupo, The Division Group, (anteriormente conocido como Supergrub) con Neal Evans de Soulive y Ashley Mendel, en la que suelen hacer nuevas versiones de temas compuestos por él, como por ejemplo: «Nutt Today».

## Carrera como solista
Ben Kenney empezó en Nueva Jersey con una banda llamada Racecar en 1994 con los siguientes miembros: Jimmie Mueller y Sam Hoffman. Luego de esto, el y su amigo Chuck Treece empezaron a trabajar en un dúo musical bautizado como Supergrub en 1996, con tres CD lanzados: Norma & Thurselle, Communicator, y como último Challenger.
El sitio web de Ben, benkenney.com, permite la descarga de tres temas de su trabajo como solista: Hoopdie de 26, Wrong de Maduro y Eulogy de Distance And Comfort. Últimamente subió a Internet toda su discografía; vía Facebook y Twitter para descargarlos gratuitamente. Hacia el final de 2007 Ben añadido un enlace a un vídeo suyo tocando cada parte de Eulogy, una pista de The Distance and Comfort. En este vídeo también habló sobre la gira que estaba haciendo con Chris Kilmore a principios de 2008.
El 2 de septiembre de 2010, Kenney anunció su cuarto álbum como solista, Burn The Tapes.

## Equipamiento
Su equipamiento incluye bajos Lakland, efectos Line 6 «(artículo)». Archivado desde el original el 3 de febrero de 2009. Consultado el 18 de octubre de 2009. y amplificadores Mesa Boogie. Su colección de bajos incluye un Joe Osborne hecho en EE. UU. color verde espuma de mar, un Joe Osborne hecho en EE.UU color sunburst con un diapasón sin trastes, un Joe Osborne Sunburst Skyline, un Skyline Bob Glaub rojo, un Skyline semihueco color costa de oro, y un Hofner 500/1, "Beatle Bass". Todos sus bajos tienen diapasones de palo de rosa y tienen cuerdas lisas (flatwounds) SGA, con la excepción del Glaub Bob Skyline que tiene cuerdas entorchadas (roundwounds). Su equipamiento para recitales Mesa Boogie consta de un par de cabezales Big Block 750 y un gabinete RoadReady 8x10. En estudio, conciertos como solista y pequeños conciertos en vivo con Incubus, utiliza combos Mesa Walkabout 1x12 y gabinetes de extensión.

## Discografía
26 (2004)
1. Breathe - 3:31
2. Hoopdie - 4:17
3. 4.2.3. - 5:23
4. Andrea's Asleep - 1:08
5. Creme - 3:41
6. You Won't Like The Sound - 3:16
7. So Hard - 2:47
8. Mr. Spader, I Presume - 1:28
9. Empty Handed - 4:30

Maduro (2006)
1. Wrong - 3:00
2. Inside Pt. 2 - 4:15
3. Skyscraper - 2:57
4. Nigeria - 1:12
5. The Ether - 2:52
6. Nepenthe - 1:15
7. Conception And The Funeral - 3:26
8. It's Not Too Late - 4:08
9. How Would You Know? - 3:49
10. Girl - 3:55
11. The Moment - 3:09

Distance And Comfort (2008)
1. Not Today - 3:27
2. Get It To Go - 2:14
3. 18th Avenue - 3:53
4. Eulogy - 4:20
5. Walking - 5:19
6. When We Are Both Cats - 1:51
7. Implants - 3:04
8. Fluorescent Yellow - 4:14
9. Some Days Are Better Than Others - 2:58
10. Comfort - 7:06

Burn the Tapes (2010)
1. Beard of Bees - 3:50
2. Homes - 3:52
3. Heemtro - 0:44
4. Aftertouch - 3:09
5. Rubber Sheets - 4:40
6. The Kibash - 3:52
7. Worlds Collide - 3:54
8. Ishmael - 1:45
9. Habit - 3:34
10. Go - 5:49

Leave On Your Makeup (2013)
1. You - 02:36
2. Concord - 03:20
3. Leave On Your Makeup - 03:43
4. New Amsterdam - 02:46
5. I'll Be Outside (Featuring Brandon Boyd & Kaki King) - 03:55
6. Let's Be Honest - 04:00

Tres singles se encuentran disponibles para descargar en la Web de Ben: Hoopdie, Wrong y Eulogy. Además en su perfil de Souncloud, ha colgado varios temas de todos sus discos, incluyendo Demos.